# Colin McRae: Dirt
Colin McRae: DiRT — компьютерная игра в жанре автосимулятор, посвящённая тематике ралли. Является шестой игрой серии Colin McRae Rally, а также открывает собой подсерию DiRT, которая впоследствии стала основной. Игра была разработана и издана Codemasters для платформ Microsoft Windows, Xbox 360 и PlayStation 3, также была выпущена мобильная версия игры на Java ME. Релиз игры состоялся 15 июня 2007 года на Windows и Xbox 360 в Европе (чуть позже игра вышла в Северной Америке и Австралии), а версия для PlayStation 3 задержалась до 11 сентября. Распространением и локализацией на территории Российской Федерации занималась компания Бука. Эта последняя игра из серии, вышедшая при жизни Колина Макрея, который погиб в сентябре 2007 года.
В Colin McRae: DiRT доступны такие гоночные дисциплины, как классическое ралли, ралли-кросс, ралли-рейд, подъём на холм, кроссовер и CORR. Для соревнований в этих дисциплинах игроку доступно множество раллийных автомобилей разных классов и эпох, однако некоторые из которых привязаны только к своему режиму. Игрок может проходить карьеру, настраивать свои собственные одиночные заезды и чемпионаты, а также участвовать в соревнованиях по сети. В английской версии игры гидом игрока в режиме карьеры выступает известный американский гонщик и трюкач Трэвис Пастрана, а в русской локализации игрок может слышать голоса отечественных раллистов Александра Желудова и Андрея Русова.
По сравнению с предыдущей игрой серии DiRT выгодно отличалась обновлённой графикой, улучшенным звуком, усовершенствованной физикой, новыми автомобилями, а также переездом на абсолютно новый игровой движок, получивший название Neon, который был совместно разработан компаниями Codemasters и Sony Computer Entertainment, чуть позже доработанная версия этого движка получит название EGO. С тех пор Codemasters используют EGO как основной движок для большинства своих проектов. Игра была хорошо принята критиками и имела успех на рынке, в связи с этим спустя два года был выпущен сиквел Colin McRae: DiRT 2.

## Геймплей

В Colin McRae: DiRT, помимо классического ралли, представлено множество других внедорожных гоночных дисциплин. На геймплейном кадре игрок участвует в соревновании по ралли-кроссу управляя автомобилем Citroen Xsara 4x4 T16 на трассе Нокхилл

Игровой процесс Colin McRae: DiRT состоит из гонок по бездорожью, где раллийная тематика является основной. Игрок может соревноваться с компьютерными противниками или другими игроками в дисциплинах «Ралли», «Ралли-рейд», «Кроссовер», «CORR», «Ралли-кросс» и «Подъём на холм». Главным режимом игры является «Карьера», она даёт игроку возможность попробовать все представленные в игре дисциплины. Её прохождение необходимо игроку для зарабатывания денег, открытия новых трасс, автомобилей и их различных расцветок. В режиме «Чемпионат» игрок может принять участие в заранее заготовленном турнире, состоящим из смешанных дисциплин. На выбор даются «национальный», «европейский», «международный» и «глобальный» турниры, разница заключается в их масштабе. В режиме «Быстрая гонка» игрок волен самостоятельно настраивать заезд под себя. Также в игре присутствует возможность играть по сети с друзьями и случайными соперниками. Перед каждым заездом игрок может настраивать машину для достижения большей её эффективности.

#### Уровни сложности
В игре представлено 5 уровней сложности для игрока. Уровень «Новичок» предназначен для людей, которые не имеют опыта в раллийных гонках, на нём невозможно полностью разбить машину, механические повреждения минимальны, а сила противников также невелика. «Клубный пилот» подойдёт игрокам с небольшим опытом игры, он отличается повышенным уроном и слегка усиленным интеллектом противников, также, начиная с этой сложности, появляется возможность разбить машину до неисправного состояния. Сложность «Любитель» предназначена для тех игроков, которые уже набрались опыта, этот уровень является средним, по этому здесь усреднённые повреждения автомобиля и интеллект соперников. Уровень сложности «Полупрофи» подходит опытным игрокам, которым нравится использовать свои умения, чтобы преодолевать трудности, машина быстро ломается, а противники очень быстры. Уровень сложности «Профессионал» подходит сильным и опытным игрокам, которым нравится участвовать в трудных гонках с реалистичными условиями, здесь машина крайне чувствительна к повреждениям, а противники бескомпромиссны.
Выбор уровня сложности влияет на прохождение режима карьеры, ведь чем выше сложность, тем больше денег игрок сможет получить за хорошие результаты в заезде.

### Дисциплины и этапы
Ралли — это одиночный заезд в формате из точки «А» в точку «Б» подразделённый на контрольные точки, где участники соревнуются друг с другом на очень длинном участке дороги, их задача установить наиболее быстрое время в заезде. Как правило, каждый участок имеет длину от 5 километров и проходит по сложным и опасным маршрутам, чтобы проехать быстро и без повреждений игроку необходимо внимательно слушать указания штурмана, а также использовать всё своё мастерство управления автомобилем. Если соревнование состоит из нескольких заездов, то победителем становится пилот с самым быстрым общим временем. Также между заездами в рамках одного турнира игрок имеет возможность провести ремонт автомобиля. В игре представлено 6 разных локаций, на которых проходят данные соревнования: Германия, Испания, Италия, Япония, Австралия и Великобритания.
Ралли-рейд — гонка, где участники напрямую соревнуются друг с другом на длинных и сложных внедорожных кольцевых трассах. Также, как и в ралли, игроку помогает штурман. Здесь используются специфические автомобили, вроде багги, либо задействованные в реальных ралли-рейдах машины классов T1 и T4. Все трассы данной дисциплины расположены в Отей Велли, штат Калифорния.
Кроссовер — гонка между двумя противниками на перекрёстной двухполосной трассе. Турнир из себя представляет борьбу на выбывание, где в финале соревнуются два самых быстрых гонщика. Соревнования по данной дисциплине проходят на 5 разных локациях: Австралия, Германия, Италия, Япония и Великобритания.
CORR — кольцевые гонки по бездорожью родом из США, участники соревнуются друг с другом на коротких трассах с множеством трамплинов и поворотов. В игре представлено три реальных класса автомобилей для данной дисциплины: супер-багги, багги 1-го класса и грузовики Pro-4. Соревнования проходят на трёх реально существующих трассах из чемпионата CORR: Рейс Крэндон, Барк Ривер и Чула-Виста.
Ралли-кросс — гонки на кольцевых автодромах, где дорожное и внедорожное покрытие комбинировано. Это контактный вид спорта на небольших трассах с множеством крутых поворотов, участники управляют раллийными машинами или багги. В игре представлено несколько реальных европейских автодромов из Великобритании и Франции.
Подъём на холм — одиночное соревнование на время из точки «А» в точку «Б» по горной местности, основное отличие от ралли заключается в отсутствии штурмана. Для участия в данной дисциплине можно использовать как специальные мощные машины и грузовики, так и обычные раллийные автомобили. В игре представлено две реальных трассы: Windy Point Hill Climb и Pikes Peak International Hill Climb.

### Карьера
Основной одиночный режим игры. Карьерный путь игрока в Colin McRae: DiRT выполнен в виде 11-ступенчатой пирамиды. На самой низкой ступени игрок выступает в отдельных гонках, постоянно чередуя разные гоночные дисциплины. За участие в гонках игроку выплачивают деньги, количество которых зависит от занятого места и выбранной сложности, также, в зависимости от результата, игроку начисляют до десяти очков, которые нужны для продвижения по карьере. Если принять повторное участие в выигранной гонке на той же сложности, то денег за это заплатят уже меньше. Деньги в режиме карьеры нужны игроку для того, чтобы приобретать новые автомобили, а также их различные раскраски. По мере прохождения режима карьеры, игроку открывается всё больше, трасс, режимов и машин, а отдельные заезды сменяются турнирами. На вершине карьерной пирамиды игроку откроется турнир «Champion of Champions», состоящий из 6 разных гонок, по одной от всех представленных в игре дисциплин.
Режим карьеры в Colin McRae: DiRT сделан наподобие аналогичного режима из игр ToCA Race Driver 2 и ToCA Race Driver 3 за авторством тех же Codemasters. Как и в этих играх, игрока не привязывают надолго к только одной гоночной дисциплине и вынуждают постоянно их менять, как и гоночные классы. Вместо сюжетных кинематографичных вставок между гонками, как в вышеупомянутых играх, в DiRT присутствует знаменитый раллист и экстремал Трэвис Пастрана, который выступает наставником игрока, объясняя ему тонкости участия в соревнованиях, а позже становясь одним из соперников на трассе.

## Отзывы
| Сводный рейтинг                    | Сводный рейтинг            | Сводный рейтинг      | Сводный рейтинг       |
| Издание                            | Оценка                     | Оценка               | Оценка                |
| Издание                            | PC                         | PS3                  | Xbox 360              |
| ---------------------------------- | -------------------------- | -------------------- | --------------------- |
| GameRankings                       | 84,36 %                    | 83,17 %              | 83,49 %               |
| Metacritic                         | 84/100                     | 83/100               | 83/100                |
| Иноязычные издания                 |                            |                      |                       |
| Издание                            | Оценка                     | Оценка               | Оценка                |
| Издание                            | PC                         | PS3                  | Xbox 360              |
| Edge                               | N/A                        | N/A                  | 8/10                  |
| EGM                                | N/A                        | N/A                  | 8,17/10               |
| Eurogamer                          | N/A                        | 8/10                 | 8/10                  |
| Game Informer                      | N/A                        | 8/10                 | 8/10                  |
| GamePro                            | N/A                        | 4/5                  | 4,25/5                |
| GameRevolution                     | B+                         | B+                   | B                     |
| GameSpot                           | 8,3/10                     | 8,5/10               | 8,3/10                |
| GameSpy                            | [ 27 ]                     | [ 28 ]               | [ 29 ]                |
| GameTrailers                       | N/A                        | N/A                  | 8,7/10                |
| GameZone                           | N/A                        | 8/10                 | 8,5/10                |
| IGN                                | 8,4/10                     | 8,4/10               | (UK) 9/10 (US) 8,4/10 |
| OXM                                | N/A                        | N/A                  | 9/10                  |
| PC Gamer (US)                      | 82 %                       | N/A                  | N/A                   |
| Digital Spy                        | N/A                        | N/A                  | [ 39 ]                |
| PlayStation: The Official Magazine | N/A                        | 8,5/10               | N/A                   |
| Русскоязычные издания              |                            |                      |                       |
| Издание                            | Оценка                     | Оценка               | Оценка                |
| Издание                            | PC                         | PS3                  | Xbox 360              |
| Absolute Games                     | 70 %                       | N/A                  | N/A                   |
| «Игромания»                        | 4/5 (сайт) 8,0/10 (журнал) | N/A                  | N/A                   |
| «Страна игр»                       | 8/10                       | N/A                  | N/A                   |
| Награды                            |                            |                      |                       |
| Издание                            | Награда                    | Награда              | Награда               |
| Spike Video Game Awards            | Лучшая гоночная игра       | Лучшая гоночная игра | Лучшая гоночная игра  |

Colin McRae: Dirt была тепло принята критиками. На данный момент игра имеет рейтинг 84 % и 84 из 100 для PC-версии, 84 % и 83 из 100 для Xbox 360 версии, 83 % и 83 из 100 для PlayStation 3 версии на сайтах GameRankings и Metacritic соответственно.
500 000 копий игры было продано по всему миру в первую неделю продаж. Игра попала в список «52 игры 2007 года, в которые мы будем продолжать играть» сайта Gaming Target.